# Dreamgirls
Dreamgirls är en amerikansk musikalfilm från 2006 i regi av Bill Condon. Medverkande skådespelare är bland annat Jamie Foxx, Beyoncé Knowles, Eddie Murphy, Jennifer Hudson och Anika Noni Rose. 

## Handling
Tidigt 1960-tal och de tre tjejerna Deena, Effie och Lorrell sjunger i gruppen Dreamettes. Med hjälp av impressarion Curtis Taylor får de snart ett stort genombrott. Curtis vill dock styra gruppen in i minsta detalj, inte minst vill han ställa sångerskan Effie i bakgrunden och ge förstastämman till Deena. Stora delar av filmen bygger på gruppen The Supremes succé med Diana Ross i spetsen.

## Om filmen
Filmen hade premiär i USA 25 december 2006. Svensk premiär på Göteborg Film Festival 26 januari 2007. Filmen tilldelades två Oscarsstatyetter, för bästa kvinnliga biroll (Jennifer Hudson) och för bästa ljud. Filmen är baserad på Broadwaymusikalen från 1981  med samma namn.
Vinnare av tre Golden Globe Awards: Bästa film, Bästa manliga biroll (Murphy) samt Bästa kvinnliga biroll (Hudson)

## Medverkande
- Beyonce Knowles - Deena Jones
- Jennifer Hudson - Effie White
- Anika Noni Rose - Lorrell Robinson
- Jamie Foxx - Curtis Taylor Jr.
- Eddie Murphy - James 'Thunder' Early
- Danny Glover - Marty Madison
- John Lithgow - Jerry Harris